# Henrique de Upsália
Santo Henrique de Upsália (Pyhä Henrik ou piispa Henrik em finlandês, Biskop Henrik ou Sankt Henrik em sueco, Henricus em latim; morreu supostamente em 20 de janeiro de 1156) foi um clérigo medieval inglês. Ele foi para a Suécia com o Cardeal Nicholas Breakspeare em 1153 e, provavelmente, foi designado para ser arcebispo de Uppsala, mas a província eclesiástica independente da Suécia só pôde ser estabelecida em 1164, após a guerra civil acabar, e Henrique foi enviado para organizar a Igreja na Finlândia, onde os cristãos já existiam há pelo menos dois séculos. De acordo com os relatos, ele entrou na Finlândia junto com o rei Santo Érico da Suécia e morreu como mártir, tornando-se uma figura central para a Igreja Católica local. No entanto, a autenticidade dos relatos de sua vida, ministério e morte são por vezes contestados.
Junto com seu suposto assassino, Lalli, Henrique continua sendo uma das pessoas mais conhecidas do princípio da história da Finlândia. Sua festa é celebrada pela Igreja Católica da Finlândia, além de ser comemorada em várias denominações protestantes, como as igrejas de orientação anglicana.

## História

### Vidaemiracula
A história da vida do Bispo Henrique, ou sua Vida, foi escrita no final do século XIII. Ela contém poucas informações concretas sobre ele. Diz ter sido um bispo inglês nascido em Uppsala na época do rei Santo Érico da Suécia, em meados do século XII, governando o reino de paz com o rei na celestial coexistência. Érico e Henrique foram obrigados a enfrentar e combater a ameaça dos finlandeses não-cristãos. Depois de terem conquistado a Finlândia, batizaram o povo e construíram muitas igrejas, o rei vitorioso voltou para a Suécia, enquanto Henrique ficou com os finlandeses, mais disposto uma viver a vida de pregador do que a de um alto bispo.
A história leva à uma conclusão de como Henrique tentou dar uma punição canônica a um assassino. O homem acusado se enfureceu e matou o bispo, que acabou sendo considerado um mártir.
Henrique era um bispo de Uppsala, e não Bispo da Finlândia, que se tornou uma reivindicação convencional, e, mais tarde, também pela própria igreja, Ele ficou na Finlândia por pena, mas nunca foi nomeado como bispo de lá. Não há indícios se houve bispos na Finlândia antes de seu tempo ou o que aconteceu depois de sua morte, e nem sequer menciona seu sepultamento. A Vita é desprovido de qualquer informação concreta sobre a Finlândia pré-cristã. O latim é escolástico e a gramática é, em geral, excepcionalmente boa.

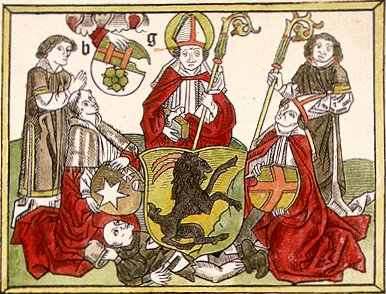
Bispo Henrique cercado por seus sucessores, conforme ilustrado no Missale Aboense

O Vita de Henrique é seguido pelo miracula, uma lista de onze milagres que várias pessoas disseram ter experimentado em algum momento após a morte do bispo. Com a exceção de um padre de Skara (Suécia), que havia tido uma dor de estômago após zombar de Henrique, todos os milagres parecem ter ocorrido na Finlândia. Os outros milagres geralmente ocorreram após a realização da oração a ele, e foram eles:
1. O assassino perdeu o couro cabeludo quando ele colocou a mitra do bispo em sua cabeça;
2. O dedo do Bispo foi encontrado na primavera posterior;
3. Um menino foi ressuscitado dentre os mortos em Kaisala;
4. Uma menina foi ressuscitada dentre os mortos em Vehmaa;
5. Uma mulher doente foi curada em Sastamala;
6. Um franciscano, chamado Erlend, foi curado de sua dor de cabeça;
7. Uma mulher cega voltou a enxergar em Kyrö;
8. Um homem com uma perna paralisada pôde andar novamente em Kyrö;
9. Uma menina doente foi curada;
10. Um grupo de pescadores de Kokemäki sobreviveu a uma tempestade.

A maioria das versões da história de Henrique inclui apenas uma seleção desses milagres.

### Desenvolvimento

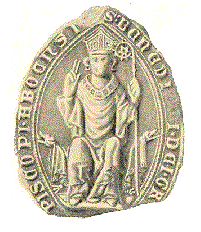
Henrique retratado no selo do Bispo Benedictus de Turku em 1332

Henrique e sua cruzada rumo à Finlândia também fazem parte da história do Rei Érico. No entanto, a versão mais antiga sobrevivente conhecida da vida de Érico é de cerca de 1270, ainda não há informações de Henrique nem de sua cruzada. O apêndice do início do século XIII Lei da Gotalândia Ocidental, que tem uma breve descrição de obras memoráveis de Érico, também não faz nenhuma referência a Henrique ou à cruzada. Ambos só estão completamente presentes em apenas uma versão da vida de Érico, datada de 1344. Semelhanças no conteúdo factual e fraseologia sobre os eventos comuns indicam que qualquer uma das versões teria servido como modelo para a outra versão de Henrique, e é comumente considerado como tendo sido escrita nas décadas de 1280 ou 1290, o mais tardar, para a consagração da Catedral de Turku em 1300, quando seus supostos restos mortais foram trazidos de Nousiainen, uma paróquia, não muito longe de Turku. No entanto, mesmo sendo da década de 1470, a lenda da cruzada não é citada na Chronica Gothorum Regni, uma crônica da história da Suécia, escrita por Ericus Olai, cônego da catedral de Uppsala.
Merece destaque no desenvolvimento o episódio da eleição canônica do primeiro bispo de Turku, chamado João (1286-1289) de origem polonesa, foi eleito como arcebispo de Upsália em 1289, após três anos no cargo em Turku. Os bispos suecos da Finlândia anteriores a ele, Bero, Ragvald e Kettil, aparentemente teriam sido selecionados pelo próprio rei da Suécia. Relacionada à nova situação também foi a nomeação de Bento, irmão do rei como duque da Finlândia em 1284, que desafiou a posição do bispo como única autoridade sobre os assuntos locais. João teve como seguidor, em Turku, Bispo Magnus (1291-1308), que havia nascido na Finlândia.

### Veneração
Apesar do perfil de culto de Henrique, levou mais de 100 anos para a veneração do santo ganhar aceitação generalizada em toda a Suécia. Desde 1344 não há relíquias do bispo na Catedral de Upsália. De acordo com um biógrafo dele, sua veneração era rara fora da Diocese de Åbo (também chamada Diocese de Turku) ao longo do século XIV. A Abadia de Vadstena, localizada perto de Linköping, parece ter desempenhado um papel fundamental na disseminação da história de Henrique em outros lugares da Suécia no início do século XV. Henrique nunca chegou a receber a mais alta veneração totum duplex em Upsália, nem foi considerado patrono de igrejas dali, mesmo tendo estado tanto em Turku e Nousiainen.
No final da era católica na Suécia, Henrique já tinha uma devoção estabelecida como santo local. Henrique parece ter sido conhecido no norte da Alemanha, mas muito ignorado no resto do mundo católico.
No Bispado de Turku, o dia da festa anual de Henrique era 20 de janeiro (em finlandês:  talviheikki, ou Inverno Henrique), de acordo com as tradições do dia de sua morte. Em outros lugares o memorial foi já realizado em 19 de janeiro. Após a Reforma Protestante, o Dia de Santo Henrique foi transferido para o 19 novamente na Finlândia. A existência do dia da festa é mencionada pela primeira vez em 1335, e é conhecido por ter sido marcada no calendário litúrgico a partir do início do século XV. Outro memorial foi realizado em 18 de junho (kesäheikki, literalmente Verão Henrique), que foi o dia da trasladação de suas relíquias para a catedral de Turku.
O Omnes Gaudeamus ("Alegremo-nos"), um canto gregoriano, introito para a Missa, em homenagem a Henrique, sobreviveu na liturgia desde os séculos XIV e XV.

## Tradições populares

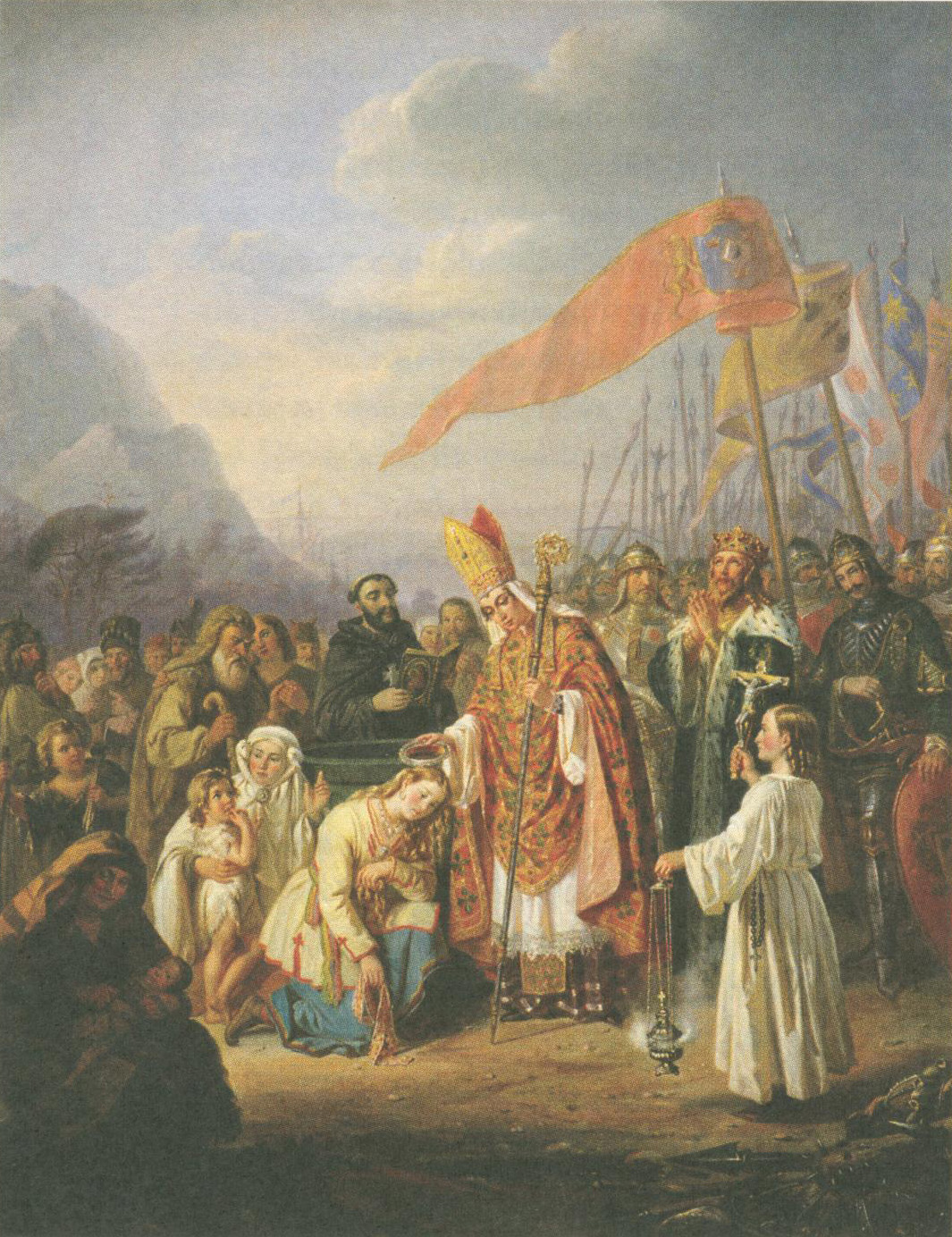
O Bispo Henrique batiza os finlandeses na primavera de Kuppis, da autoria de R. W. Ekman, dos anos 1850, na Catedral de Turku

Dentre as muitas tradições folclóricas acerca de Henrique, a mais proeminente é o poema popular "Hino da Morte do Bispo Henrique" (Piispa Henrikin surmavirsi). O poema quase ignora completamente a vida e o ministério de Henrique, concentrando-se em sua morte.

### Origens
De acordo com o poema, Henrique teria crescido na Terra do Repolho (Kaalimaa), informação que tem intrigado os historiadores finlandeses por séculos. O nome pode ser ligado a uma área costeira no norte da Finlândia Própria, chamada Kalanti, também mencionada em conjunto com um pregador em Vesilahti, Satakunta. O bispo Mikael Agricola escreveu em seu Se Wsi Testamenti, de 1548, que os primeiros colonos suecos da Finlândia vieram a partir de Gotlândia, para as ilhotas na costa de Kaland, sendo assediado por finlandeses e buscando ajuda de seus parentes na Suécia.
Também tem-se sugerido que o nome pode estar relacionado ao gaélico, embora seja considerado como nativo inglês.
As tradições populares não contêm qualquer informação sobre a cruzada. O Rei Érico da Suécia é mencionado brevemente no prefácio do hino de morte de Henrique. Henrique é visto como um pregador solitário que veio do sudoeste da Finlândia, mais ou menos por conta própria.
A cidade de Kokemäki é frequentemente mencionada nas tradições como um lugar onde Henrique costumava pregar.

### Morte e enterro

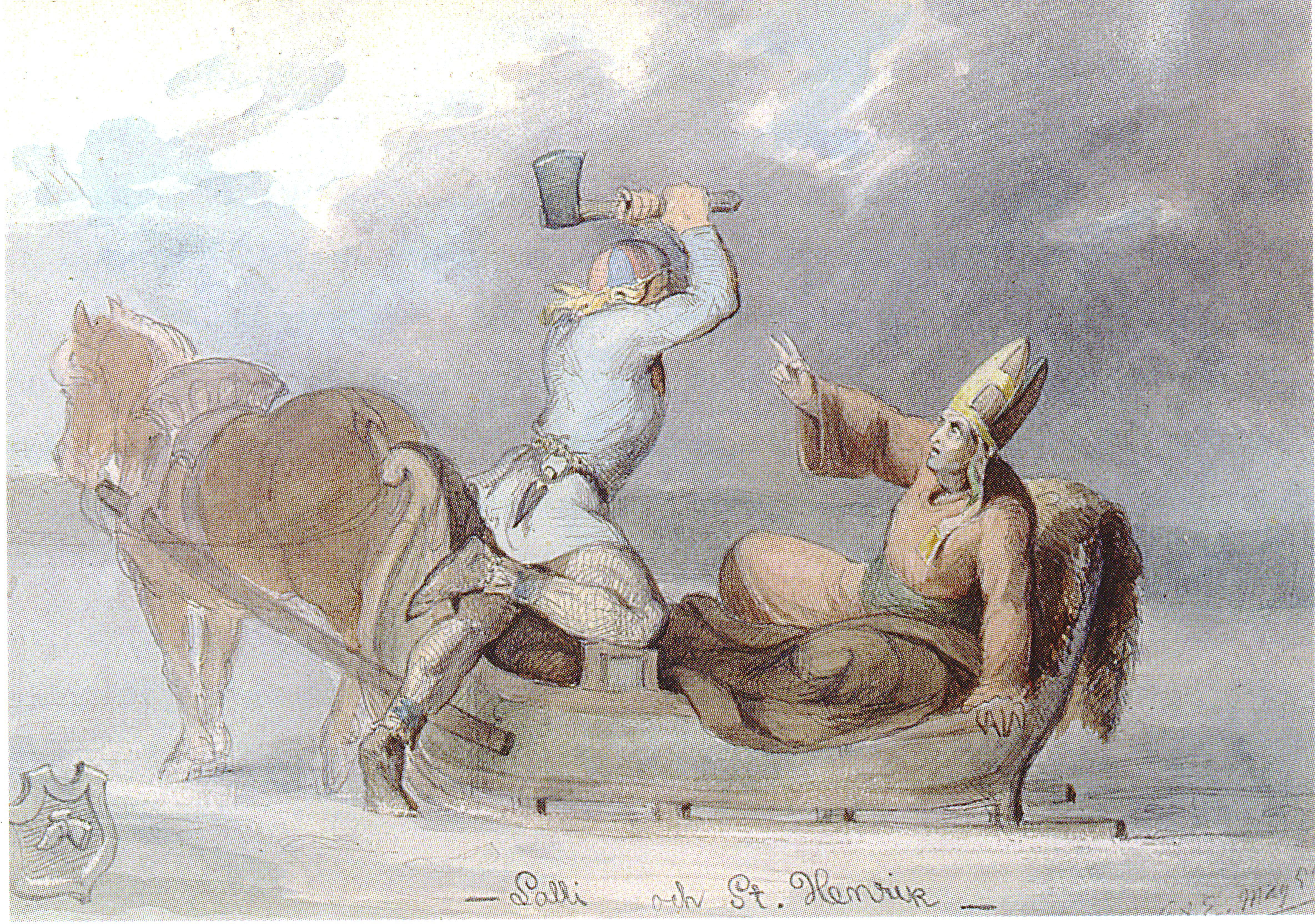
Henrique sendo morto por Lalli. Um desenho romantizado do século XIX

A versão de de seu famoso poema de hoje é diferente da original. O assassino do bispo foi chamado Lalli. A esposa de Lalli, Kerttu, afirmou falsamente a ele que ao sair da mansão, seu convidado ingrato, Henrique, viajando por conta própria em pleno inverno, tinha sem permissão ou recompensa, por meio da violência, roubado alimentos: bolo do forno e cerveja da adega para si, e feno para seu cavalo, deixando nada além de cinzas. Isso teria enfurecido Lalli, que então pegou imediatamente seus esquis e foi em busca do ladrão, finalmente perseguindo Henrique sobre o gelo do Lago Köyliönjärvi, e o matou no local com um machado. Lalli então roubou o chapéu do homem santo, chamado de mitra, e colocou-o sobre a sua cabeça. Quando a mãe de Lalli o questionou onde ele havia encontrado o chapéu, ele, ao tentar tirá-lo da cabeça, arrancou junto o couro cabeludo. Lalli, em seguida, teve uma morte dolorosa. A versão do século XVII comenta o seguinte:
| “ | Agora o bispo está na alegria, Lalli no mal tortura. O bispo canta com os anjos, Executa um hino alegre. Lalli está esquiando no inferno. Seu esqui esquerdo desliza por aí. Em meio à fumaça espessa de tortura. Com seu pessoal ele fere: Os demônios o atormentam cruelmente. No sufoco do inferno Eles atacam sua alma penosa. | ” |

Em algumas versões do poema, consideradas mais antigas, a arma de Lalli era uma espada. O machado foi a arma do crime de Santo Olavo, que foi muito popular na Finlândia, e pode ter influenciado esta versão sobre Henrique. No entanto, Lalli não é retratado como um membro da classe alta, portanto, é improvável que ele possuía uma arma cara como uma espada, sendo o machado uma escolha historicamente mais provável para o assassinato do santo.
Antes de sua morte, Henrique instruiu o cocheiro a reunir as partes de seu corpo em um pano azul amarrado com barbante, e colocá-lo em uma carroça puxada por um cavalo. Quando o garanhão parasse, devia substituí-lo por um boi, e quando o boi parasse, neste lugar deveria ser construída uma igreja, onde os restos mortais de Henrique deveriam ser enterrados. Tradições populares medievais enumeram outros infortúnios que teriam ocorrido a Lalli após a morte do santo bispo, como afogamento em um lago.